# Léna Mettraux
Léna Mettraux (Echallens, 8 settembre 1998) è una pistard, ciclista su strada e mountain biker svizzera.

## Palmarès

### Pista
- 2018

Campionati svizzeri, Americana (con Andrea Waldis)
- 2019

Campionati svizzeri, Americana (con Andrea Waldis)
- 2022

Campionati svizzeri, Corsa a punti
Campionati svizzeri, Scratch
Campionati svizzeri, Omnium
Fenioux Piste International, Corsa a punti
Memorial Miquel Poblet, Americana (con Michelle Andres)

### Strada
- 2016 (Juniores)

4ª tappa Energiewacht Tour Juniors (Zuidhorn > Zuidhorn)
Campionati svizzeri, Prova a cronometro Junior

### Mountain bike
- 2016 (Juniores)

Campionati svizzeri, Cross country Junior

## Piazzamenti

### Competizioni mondiali
- Campionati del mondo su pista

Apeldoorn 2018 - Americana: 11ª
Pruszków 2019 - Americana: 12ª
Berlino 2020 - Americana: 13ª
Berlino 2020 - Corsa a punti: 18ª
Roubaix 2021 - Inseguimento a squadre: 8ª
Roubaix 2021 - Americana: 11ª
Roubaix 2021 - Corsa a punti: 15ª
Saint-Quentin-en-Yvelines 2022 - Americana: 10ª
Saint-Quentin-en-Yvelines 2022 - Corsa a punti: 17ª
Glasgow 2023 - Corsa a eliminazione: 21ª
- Campionati del mondo su strada

Richmond 2015 - In linea Junior: 46ª
Doha 2016 - Cronometro Junior: 22ª
Doha 2016 - In linea Junior: 18ª
- Campionati del mondo di mountain bike

Nové Město na Moravě 2016 - Cross country Junior: 16ª
Lenzerheide 2018 - Cross country Under-23: 34ª

### Competizioni europee
- Campionati europei su pista

Anadia 2017 - Inseguimento individuale Under-23: 11ª
Anadia 2017 - Corsa a punti Under-23: 7ª
Berlino 2017 - Corsa a punti: 16ª
Berlino 2017 - Inseguimento individuale: 20ª
Aigle 2018 - Inseguimento individuale Under-23: 16ª
Aigle 2018 - Corsa a punti Under-23: 9ª
Aigle 2018 - Americana Under-23: 4ª
Glasgow 2018 - Corsa a punti: 17ª
Glasgow 2018 - Inseguimento individuale: 19ª
Gand 2019 - Inseguimento individuale Under-23: 13ª
Gand 2019 - Omnium Under-23: 16ª
Apeldoorn 2019 - Inseguimento individuale: 15ª
Apeldoorn 2019 - Corsa a punti: 7ª
Fiorenzuola d'Arda 2020 - Scratch Under-23: 14ª
Fiorenzuola d'Arda 2020 - Corsa a punti Under-23: 6ª
Fiorenzuola d'Arda 2020 - Corsa a eliminazione Under-23: 4ª
Fiorenzuola d'Arda 2020 - Omnium Under-23: 9ª
Plovdiv 2020 - Inseguimento individuale: 7ª
Plovdiv 2020 - Corsa a punti: 7ª
Grenchen 2021 - Inseguimento a squadre: 9ª
Grenchen 2021 - Corsa a punti: 11ª
Grenchen 2021 - Americana: 4ª
Monaco di Baviera 2022 - Inseguimento a squadre: 7ª
Monaco di Baviera 2022 - Corsa a punti: 15ª
Grenchen 2023 - Scratch: 18ª
Grenchen 2023 - Corsa a punti: 12ª
- Campionati europei su strada

Tartu 2015 - In linea Junior: 32ª
Plumelec 2016 - Cronometro Junior: 18ª
Plumelec 2016 - In linea Junior: 57ª
Herning 2017 - Cronometro Under-23: 22ª
Herning 2017 - In linea Under-23: 19ª
Alkmaar 2019 - In linea Under-23: 54ª
Plouay 2020 - Cronometro Under-23: 15ª
Plouay 2020 - In linea Under-23: 47ª
- Campionati europei di mountain bike

Huskvarna 2016 - Cross country Junior: 11ª